# Химн на Украйна
„Ще не вмерла України“ (в превод: „Украйна още не е умряла“) е държавният химн на Украйна от 1991 година.
Текстът е написан през 1862 г. от етнографа Павло Чубински и е повлиян от химна на Полша, а музиката – от католическия свещеник Михайло Вербицки. Първото хорово изпълнение е в Украинския театър в Лвов през 1864 г.
Песента е била държавен химн на Украинската народна република до 1917 г. и от 1991 г. насам. На 5 декември 1991 г. е изпълнена за първи път като химн на Украйна при встъпването в длъжност на първия президент на републиката след разпадането на СССР, Леонид Кравчук.
За последен път текстът на химнът е допълван през 2003 г.

## Текст
| Оригинален текст | Приблизителен превод на български |
| --- | --- |
| Ще не вмерла України і слава, і воля, Ще нам, браття молодії, усміхнеться доля. Згинуть наші воріженьки, як роса на сонці. Запануєм i ми, браття, у своїй сторонці. Душу ѝ тіло ми положим за нашу свободу, І покажем, що ми, браття, козацького роду. | Още не е умряла Украйна, нито славата, нито волята й. На нас, младите юнаци, ще ни се усмихне съдбата. Враговете ни ще загинат, като роса на слънце. Ще властваме и ние, братя, в своята страна. Нашата душа и тяло ще положим за нашата свобода, И ще покажем, че ние, братя, сме от казацкия род. |